# Línea 166 (EMT Madrid)
La línea 166 de la EMT de Madrid une Barajas con el Hospital Ramón y Cajal. 

## Características
Esta línea fue puesta en servicio bajo la denominación de SE722 el 19 de marzo del 2018, circulando solo en días laborables. Adoptando la denominación actual el 1 de abril de 2019. Esta línea actúa como línea exprés entre el distrito de Barajas y el Hospital Ramón y Cajal, facilitando así una conexión directa a los vecinos del barrio de Barajas con su centro hospitalario de referencia, utilizando vías rápidas como la M-40 en su recorrido que permiten llegar en 45 minutos.
Desde el 22 de abril de 2023, la línea circula de lunes a domingo.

## Horarios
| Lunes a viernes laborables              |                                  |                                  |                                  |                                  |                                  |                                  |                                  |                                  |                                  |                                  |                                  |                                  |                                  |                                  |                                  |                                  |                                  |                                  |                                  |                                  |                                  |                                  |                                  |                                  |                                  |                                  |                                  |
| Barajas > Hospital Ramón y Cajal        | Barajas > Hospital Ramón y Cajal | Barajas > Hospital Ramón y Cajal | Barajas > Hospital Ramón y Cajal | Barajas > Hospital Ramón y Cajal | Barajas > Hospital Ramón y Cajal | Barajas > Hospital Ramón y Cajal | Barajas > Hospital Ramón y Cajal | Barajas > Hospital Ramón y Cajal | Barajas > Hospital Ramón y Cajal | Barajas > Hospital Ramón y Cajal | Barajas > Hospital Ramón y Cajal | Barajas > Hospital Ramón y Cajal | Barajas > Hospital Ramón y Cajal | Hospital Ramón y Cajal > Barajas | Hospital Ramón y Cajal > Barajas | Hospital Ramón y Cajal > Barajas | Hospital Ramón y Cajal > Barajas | Hospital Ramón y Cajal > Barajas | Hospital Ramón y Cajal > Barajas | Hospital Ramón y Cajal > Barajas | Hospital Ramón y Cajal > Barajas | Hospital Ramón y Cajal > Barajas | Hospital Ramón y Cajal > Barajas | Hospital Ramón y Cajal > Barajas | Hospital Ramón y Cajal > Barajas | Hospital Ramón y Cajal > Barajas | Hospital Ramón y Cajal > Barajas |
| 06                                      | 07                               | 08                               | 09                               | 10                               | 11                               | 12                               | 13                               | 14                               | 15                               | 16                               | 17                               | 18                               | 19                               | 07                               | 08                               | 09                               | 10                               | 11                               | 12                               | 13                               | 14                               | 15                               | 16                               | 17                               | 18                               | 19                               | 20                               |
| 45                                      | 10 35                            | 00 30                            | 00 30                            | 00 30                            | 00 30                            | 00 30                            | 00 30                            | 00 30                            | 00 30                            | 00 30                            | 00 30                            | 00 30                            | 00 30                            | 40                               | 05 30                            | 00 30                            | 00 30                            | 00 30                            | 00 30                            | 00 30                            | 00 30                            | 00 30                            | 00 30                            | 00 30                            | 00 30                            | 00 30                            | 00 30                            |
| Sábados laborables, domingos y festivos |                                  |                                  |                                  |                                  |                                  |                                  |                                  |                                  |                                  |                                  |                                  |                                  |                                  |                                  |                                  |                                  |                                  |                                  |                                  |                                  |                                  |                                  |                                  |                                  |                                  |                                  |                                  |
| Barajas > Hospital Ramón y Cajal        | Barajas > Hospital Ramón y Cajal | Barajas > Hospital Ramón y Cajal | Barajas > Hospital Ramón y Cajal | Barajas > Hospital Ramón y Cajal | Barajas > Hospital Ramón y Cajal | Barajas > Hospital Ramón y Cajal | Barajas > Hospital Ramón y Cajal | Barajas > Hospital Ramón y Cajal | Barajas > Hospital Ramón y Cajal | Barajas > Hospital Ramón y Cajal | Barajas > Hospital Ramón y Cajal | Barajas > Hospital Ramón y Cajal | Barajas > Hospital Ramón y Cajal | Hospital Ramón y Cajal > Barajas | Hospital Ramón y Cajal > Barajas | Hospital Ramón y Cajal > Barajas | Hospital Ramón y Cajal > Barajas | Hospital Ramón y Cajal > Barajas | Hospital Ramón y Cajal > Barajas | Hospital Ramón y Cajal > Barajas | Hospital Ramón y Cajal > Barajas | Hospital Ramón y Cajal > Barajas | Hospital Ramón y Cajal > Barajas | Hospital Ramón y Cajal > Barajas | Hospital Ramón y Cajal > Barajas | Hospital Ramón y Cajal > Barajas | Hospital Ramón y Cajal > Barajas |
| 06                                      | 07                               | 08                               | 09                               | 10                               | 11                               | 12                               | 13                               | 14                               | 15                               | 16                               | 17                               | 18                               | 19                               | 07                               | 08                               | 09                               | 10                               | 11                               | 12                               | 13                               | 14                               | 15                               | 16                               | 17                               | 18                               | 19                               | 20                               |
|                                         | 20                               | 00 40                            | 20                               | 00 40                            | 20                               | 00 45                            | 30                               | 15                               | 00 45                            | 30                               | 15                               | 00 45                            | 30                               |                                  | 00 40                            | 20                               | 00 40                            | 20                               | 00 45                            | 30                               | 15                               | 00 45                            | 30                               | 15                               | 00 45                            | 30                               | 30                               |

## Recorrido y paradas

### Sentido Hospital Ramón y Cajal
La línea inicia su recorrido en la calle Trespaderne (Barrio del Aeropuerto), siguiendo por la calle de la Cañada Real de Merinas. Cruzando por encima de la autovía M-14 se adentra en la Alameda de Osuna, donde circula por la avenida de la Hispanidad, la avenida de Cantabria, la calle de Manuel Aguilar Muñoz, el paseo de la Alameda de Osuna y la calle de Los Brezos. A continuación, la línea atraviesa la avenida de Logroño y accede al barrio de Corralejos por las calles Bahía de Almería, Bahía de Pollensa y Bahía de la Concha. Desde ahí, por la calle Valhondo, cruza el barrio de Corralejos y accede al Ensanche de Barajas, recorriendo las calles Playa de Barlovento, Playa de Zarauz, Playa de América y Plaza de Riazor, donde conecta con la estación de Metro de Barajas. Finalmente, accede al casco histórico de Barajas por la avenida de Logroño, la calle Gonzalo de Céspedes, la avenida General y de nuevo la avenida de Logroño hasta la glorieta de la Ermita de la Virgen de la Soledad, donde la línea especial se convierte en servicio exprés circulando por las autovías M-11 y M-607 hasta el Hospital Ramón y Cajal, donde efectúa parada en el edificio de Consultas Externas antes de establecer cabecera frente a la entrada principal del centro hospitalario.
| Código | Parada                           | Común con                   | Conexiones con Metro y Cercanías | Otros |
| ------ | -------------------------------- | --------------------------- | -------------------------------- | ----- |
| 2112   | Bº AEROPUERTO (C/ Trespaderne)   |                             |                                  |       |
| 1302   | Plaza del Navío                  | 112 114 115                 |                                  |       |
| 5422   | Corbeta-La Rioja                 | 112 115 151                 | Alameda de Osuna                 |       |
| 1309   | Brezos                           | 105 112 115 151             |                                  |       |
| 5198   | Bahía de Palma-Bahía de Almería  | 151                         |                                  |       |
| 4170   | Bahía de la Concha               | 151                         |                                  |       |
| 5845   | Valhondo-Ciclón                  | 105 151                     |                                  |       |
| 4162   | Playa de Barlovento              | 151                         |                                  |       |
| 4164   | Playa de América                 | 151                         |                                  |       |
| 4168   | Metro Barajas                    |                             | Barajas                          |       |
| 1322   | Avenida de Logroño-Algemesí      | 105 115 211 212 213 256 827 |                                  |       |
| 4659   | Avenida General                  | 105 115                     |                                  |       |
| 1316   | Avenida de Logroño-Ariadna       | 105 115 211 212 213 256 827 |                                  |       |
| 4932   | Hospital Ramón y Cajal-Consultas | 125 165 BR1                 |                                  |       |
| 3270   | HOSPITAL RAMÓN Y CAJAL           | 125 135 165                 | Ramón y Cajal                    |       |

### Sentido Barajas
El recorrido de vuelta es igual al de ida excepto en los siguientes puntos:
- La línea circula por las calles de Antoniorrobles, San Modesto y la Avenida del Cardenal Herrera Oria hasta incorporarse a la M-607 en lugar de acceder directamente al hospital desde la mencionada autovía.
- Desde la calle Bahía de Pollensa, circula por las calles Bahía de Palma, avenida de Logroño, Manuel Aguilar Muñoz, avenida de Cantabria, Carabela, Cañada Real de Merinas, Medina de Pomar y Trespaderne, donde establece la cabecera.

| Código | Parada                                | Común con                   | Conexiones con Metro y Cercanías | Otros |
| ------ | ------------------------------------- | --------------------------- | -------------------------------- | ----- |
| 3270   | HOSPITAL RAMÓN Y CAJAL                | 125 135 165                 | Ramón y Cajal                    |       |
| 3271   | Antonio Robles-Hospital Ramón y Cajal | 125 135 165                 |                                  |       |
| 4934   | Hospital Ramón y Cajal-Consultas      | 125 165                     |                                  |       |
| 1315   | Avenida de Logroño-Ariadna            | 105 115 211 212 213 256 827 |                                  |       |
| 1317   | Avenida General                       | 105 115                     |                                  |       |
| 1321   | Avenida de Logroño-Algemesí           | 105 115 211 212 213 256 827 |                                  |       |
| 4169   | Barajas                               | 151                         | Barajas                          |       |
| 4165   | Playa de América                      | 151                         |                                  |       |
| 4163   | Playa de Barlovento                   | 151                         |                                  |       |
| 5844   | Valhondo-Ciclón                       | 105 151                     |                                  |       |
| 4171   | Bahía de la Concha                    | 151                         |                                  |       |
| 5203   | Bahía de Palma-Bahía de Almería       | 151                         |                                  |       |
| 4924   | Avenida de Logroño-Bahía de Cádiz     | 105 112 115 151             |                                  |       |
| 5428   | Corbeta-La Rioja                      | 112 115 151                 | Alameda de Osuna                 |       |
| 3121   | Galeón-Carabela                       | 101 114                     |                                  |       |
| 5390   | Medina de Pomar                       | 112 114                     |                                  |       |
| 2112   | Bº AEROPUERTO (C/ Trespaderne)        |                             |                                  |       |